# ریبوت (داستان)
بازراه‌اندازی، بازشروع یا ریبوت (به انگلیسی: Reboot) به معنای درنظرنگرفتن تمامی اتفاقات و رخدادهای قبلی و خلق دوباره شخصیت و بازسازی داستان است. یکی دیگر از تعریف‌های راه‌اندازی مجدد، بازسازی است که بخشی از یک مجموعه فیلم یا امتیاز رسانه‌ای دیگر است.

## در رسانه ها

### سینما
از این واژه در سینما، هنگام بازسازی یک فیلم قدیمی استفاده می‌شود، یعنی یک فیلم جدید از روی فیلم قدیمی ساخته می‌شود. یکی از نمونه‌های که می‌توان به آن اشاره کرد، فیلم‌های هفت دلاور (فیلم ۲۰۱۶)، ۳:۱۰ به یوما (فیلم ۲۰۰۷) و مکانیک (فیلم ۲۰۱۱) اشاره کرد. که همگی نسخه کپی برداری شده از فیلم‌های هفت دلاور (۱۹۶۰)، ۳:۱۰ به یوما (فیلم ۱۹۵۷) و مکانیک (فیلم ۱۹۷۲) می‌باشند. ویلیام پراکتور پیشنهاد می‌کند که بین بازشروع و بازسازی تعاریف متمایزی در نظر گرفته بشود.

### بازی‌های ویدیویی
بازشروع‌ها، بازسازی‌ها و ریمسترها پدیده‌ای از جنس احیای مجدد یا بازنشر آثار هستند که در نسل هفتم و هشتم بازی‌های ویدیویی به اتفاقی رایج بدل شده و در نسل نهم به طرز چشمگیری رواج یافتند. بازسازی‌ها بطور معمول صرفا با هدف کنار زدن محدودیت‌های سخت افزاری و بهره‌گیری از تکنولوژی‌های جدید که در زمان ساخت نسخه اصلی فراهم نبوده اتفاق می‌افتند و تا حد ممکن به جوهرۀ اثر اصلی وفادار هستند. بازی‌هایی مانند سایه کلوسوس (بازی ویدئویی ۲۰۱۸)، فضای مرده (بازی ویدئویی ۲۰۲۳)، ارواح شیطانی (بازی ویدئویی ۲۰۲۰)، رزیدنت ایول (بازی ویدئویی ۲۰۰۲)، افسانه زلدا: پیوندهای بیداری (بازی ویدئویی ۲۰۱۹) نمونه‌هایی از این دست هستند. 
بازشروع‌ها غالبا برای دمیدن روحی تازه در قالب و ساختار کلی بازی‌هاست، زمانی که سازنده‌ها احساس کنند جهان بازی، خط داستانی یا اجزای گیم‌پلی کشش لازم را برای ادامه و یا جذب مخاطبان جدید ندارد چنین رویکردی را اتخاذ می‌کنند. مهاجم مقبره (بازی ویدئویی ۲۰۱۳)، دی‌ام‌سی (بازی ویدئویی ۲۰۱۳)، خدای جنگ (بازی ویدئویی ۲۰۱۸)، مورتال کامبت (بازی ویدئویی ۲۰۱۱), ندای وظیفه: جنگاوری نوین (بازی ویدئویی ۲۰۱۹)، مورتال کامبت ۱ (بازی ویدئویی ۲۰۲۳) نمونه‌هایی از بازشروع به شمار می‌روند. 
در آثار ریمستر که به منظور عرضه و دسترسی پذیری آسان‌تر بر روی پلتفرم‌های جدید، بروزرسانی کنترل بازی‌ها و یا بهبودهای گرافیکی مانند وضوح تصویر بالاتر رخ می‌دهد، پیکره و کارگردانی اثر اصلی دست نخورده باقی مانده و به غیر از موارد ذکر شده شاهد تغییرات بزرگی نخواهیم بود. عناوینی مانند تأثیر فراگیر: نسخه اسطوره‌ای، متال گیر سالید مجموعه اچ‌دی، آنچارتد: مجموعه نیتن دریک و کراش باندیکوت سه‌گانه دیوانه‌وار را می‌توان به عنوان نمونه‌هایی از آثار ریمستر شده نام برد. 
بازسازی‌ها، ریمسترها و تاحدی بازشروع‌ها بطور معمول نسبت به عناوین تازه تاسیس پروژه‌های کم خطرتری برای ناشران و توسعه دهندگان به حساب می‌آیند؛ چراکه جامعه مخاطبان آن از قبل شکل گرفته و از لحاظ فروش و سوددهی جایگاه تضمین‌ شده‌تری دارند.

## انگیزهٔ نام‌گذاری
این واژه از بازراه‌اندازی در علم رایانه سرچشمه گرفته‌است.

## همسنگ‌های انگلیسی
1. ↑  Reboot
2. ↑  Remake
3. ↑  Remaster